# Ernest Cézanne
Louis-Joseph-Ernest Cézanne, né le 24 mars 1830 à Embrun et mort le 21 juin 1876 à Tours, est un ingénieur et homme politique français.

## Biographie

### Famille
Il est le fils de Jean Cézanne (1800-1835), avocat et conseiller général des Hautes-Alpes, le petit-fils du baron Danel-Duplan et l'arrière petit-fils de Jean-Michel Mathieu-Faviers. Sa mère se remarie à Calixte-Joseph-Camille de La Forgue de Bellegarde. 
Ernest épouse, en 1862, Marguerite Sagey, fille de l'ingénieur des mines Charles-Paul-Gabriel Sagey, qui a conçu la première adduction d'eau de Tours à partir du Cher et a été le promoteur de la rue de La Grandière à Tours (anciennement rue Sagey) qu'il avait fait percer, et de Henriette-Rose Goüin (petite-fille de Henri Jacques Goüin-Moisant). Ils eurent :
- Marie (1864-1925), mariée à René Roulleau de La Roussière, secrétaire général du Comité des forêts ;
- Henry (1869-1949), chargé de l'organisation du service social du Comité des forges, secrétaire général du Chambre syndicale des constructeurs automobiles et du Salon de l’automobile, commissaire général du Comité des Expositions de l'Automobile et du Cycle, secrétaire-trésorier et vice-président honoraire du Bureau permanent international des Constructeurs d'Automobiles[2],[3], marié à Marthe Nismes (nièce du général Paul-Arthur Nismes) ;
- Madeleine (1873-1924), mariée au baron Louis d'Oullenbourg, colonel d'infanterie.

En 1885, sa veuve acquiert la closerie de la Garosse, à Tours, aujourd'hui connu sous le nom de Richmond Hill.

### Une carrière d'ingénieur
Ernest Cézanne, après avoir été élève au Collège royal de Grenoble et au Collège Sainte-Barbe, poursuit ses études à l'École polytechnique et à l'École des ponts et chaussées. Il dirige en tant qu'ingénieur des ponts et chaussées, d'abord au service de l'État français, puis dans des entreprises privées (Compagnie des chemins de fer de l'État autrichien, Ernest Goüin et Cie) en Europe de l'Est (Russie, Autriche, Hongrie, etc), la construction de plusieurs chemins de fer importants. Il dirige la réalisation en 1854 du pont sur la Tisza à Szeged construit par la société Ernest Goüin et Cie.
En 1870, il prend la direction de la Compagnie des chemins de fer ottomans.

### La Guerre franco-allemande de 1870
Quand arrive la Guerre franco-allemande, il donne sa démission pour y prendre part et se trouve chargé par le gouvernement de la Défense nationale d'une mission auprès de la Délégation de Tours, relativement au ravitaillement de Paris.
Le 2 novembre 1870, durant le siège de Paris, avec le ballon monté Fulton, piloté par un marin nommé Le Gloarnec, il s'envole de la Gare d'Orléans et termine sa course à Cossé-d'Anjou près d'Angers en Maine-et-Loire après avoir parcouru 345 kilomètres.

### L'homme politique
Le 2 juillet 1871, lors de l'élection complémentaire qui eut lieu dans les Hautes-Alpes par suite de l'invalidation de Chaix, Cézanne se présente et est élu comme candidat conservateur libéral, disposé à se rallier à une République très modérée. Il se déclare contre le retour de l'Assemblée à Paris. Il s'inscrit d'abord au centre gauche de l'Assemblée nationale, mais incline en maintes circonstances vers le centre droit orléaniste. Il est rapporteur de la proposition Ravinel tendant à transférer les administrations et les services publics à Versailles, et conclut à l'adoption, tout en protestant de son amour pour la capitale. Cézanne est un des partisans et des agents les plus zélés de la « conjonction des centres » souhaitée par Auguste Casimir-Perier. Lors des tentatives de fusion et de restauration monarchique, il refuse de s'y associer, et opine pour le maintien de la République conservatrice. Il vote successivement contre la démission de Thiers, pour la prorogation des pouvoirs du maréchal de Mac Mahon et l'organisation du Septennat, contre la loi des maires, pour le ministère de Broglie le 16 mai, pour l'amendement Wallon, contre l'amendement Pascal Duprat et pour l'ensemble des lois constitutionnelles de 1875.

La commission des Trente présidée par Batbie, en mars 1874, réunie dans une des salles du Musée de Versailles, d'après un dessin de G. Janet et un croquis de Pelcoq gravure Amédée Daudenarde.

En 1873, il propose à l'Assemblée nationale de créer un corps de soldats pour défendre la frontière des Alpes, proposition qui ne sera reprise qu'en 1888, après sa mort, avec la création des chasseurs alpins.
La même année, il est membre de la Commission des Trente. Il s'abstient de voter sur le pouvoir constituant de l'Assemblée ainsi que sur l'état de siège.
À plusieurs occasions il est question de Cézanne pour un portefeuille, notamment dans les combinaisons ministérielles proposées par Goulard. Après la chute de Broglie, le maréchal de Mac Mahon inscrit d'office le nom de Cézanne sur la liste des membres du nouveau cabinet, comme ministre des Travaux publics ; Cézanne ne crut pas devoir accepter.
Le 20 février 1876, il obtient facilement sa réélection dans l'arrondissement d'Embrun, par 4,700 voix sur 4,744 votants. Cependant, il n'a pas l'occasion de siéger dans la Chambre nouvelle, retenu à Tours par une maladie de poitrine qui le minait depuis longtemps, et dont il mourut, à l'âge de quarante-six ans, dans l'hôtel particulier d'Albert Goüin, l'oncle de son épouse, rue de La Grandière. 
Il était conseiller général du canton d'Orcières depuis 1872.

### Cofondateur et président du Club alpin français
Ernest Cézanne est l'un des fondateurs avec Xavier Blanc (ce dernier en sera par deux fois le président) du Club alpin français.
Il en devient le 2e président en 1875.

## Hommages et distinctions

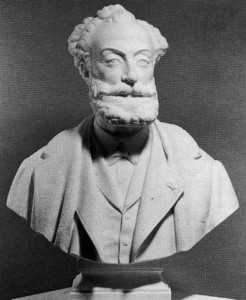
Buste d'Ernest Cézanne, par Jean Marcellin, dans la salle des délibérations du Conseil général des Hautes-Alpes.

Il est chevalier de la Légion d'honneur, chevalier de l'ordre de Charles III d'Espagne et de l'ordre de l'Immaculée Conception de Vila Viçosa, ainsi que commandeur de l'ordre de François-Joseph.
Une rue de Gap et une école d'Embrun, ainsi qu'une cabane de refuge au pied des glaciers du mont Pelvoux sont nommées en son honneur. Une avenue d'Embrun portait également son nom avant d'être rebaptisée en l'honneur d'Alexandre Didier, ancien maire de la ville.

## Publications
- Notice sur quelques ponts métalliques des chemins de fer russes (1864)
- Le câble transatlantique (1867)
- De telegraphie en de transatlantische kabel (1868)
- Étude sur les torrents des Hautes-Alpes (avec Alexandre Surell, 1870)
- Lettre à l'Assemblée nationale (1871)
- Relation d'un voyage aéronautique (1872, 2010)
- Les Institutions nécessaires. Lettre aux membres de l'Assemblée nationale (1872)
- Proposition de loi relative à l'organisation militaire dans la région des montagnes qui bordent la frontière (1873)
- Proposition de loi relative aux attributions des pouvoirs publics (1873)
- Jacques Maniel, notice biographique (1873)
- Club alpin français (1874)
- Les Nouvelles Concessions de chemins de fer proposées pour la Compagnie Paris-Lyon-Méditerranée par le projet de loi de M. le ministre des Travaux publics du 5 août 1874 (1875)